# Ахалкалаки
Ахалкала́ки (груз. ახალქალაქი, от груз.  ახალი ქალაქი «новый город»; з.-арм. Ախալքալաք, Ахалкалак) — город в Грузии, центр Ахалкалакского муниципалитета края Самцхе-Джавахети.
Расположен в регионе Самцхе-Джавахетия на юге страны, в 30 км от границы с Турцией. Около 95 % населения составляют армяне. Есть железнодорожная станция.

## География

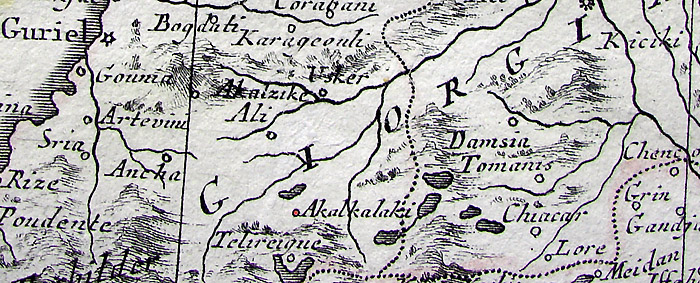
На фрагменте венецианской карты Антонио Дзатты (1784)

Город расположен между двумя небольшими реками бассейна Куры — Паравани и Кырх-Булак, которые сливаются чуть севернее города в 74 км к юго-востоку от железнодорожной станции Ахалцихе. Ландшафт можно описать как плоскогорье.

## Название
Название Ахалкалаки происходит от груз. ахал «новый» и калаки «город». Согласно К. Ф. Ган, также встречается Нор-кахак — от арм. нор «новый» и кахак «город».

## История
Изначально населённый пункт был основан как город. Первые сведения о населённом пункте на месте Ахалкалаки относятся к 1064 году. В эти годы он был центром политической жизни области Джавахети. В 1066 году город был разрушен во время вторжений сельджуков в Грузинское царство. В XVI веке город был завоёван турками-османами.
В 70-е годы XVIII века, побывавший в Джавахети немецкий путешественник Иоганн Антон Гюльденштедт отмечает, что в Ахалкалаки и других соседних местах «...живут грузины, которые хотя и говорят еще на своем языке, но из-за турецкого владычества отступили от христианской религии и стали магометанами».
В 1828 году войска генерала Паскевича заняли Ахалкалаки и в следующем году город был присоединён к России. К моменту присоединения города к Российской империи его население состояло в основном из «исламизированных» грузин. Российские военные победы вынудили часть мусульманского населения эмигрировать из региона, а их места заняли армяне из Османской империи. Обмен населением производился в соответствии с Адрианопольским мирным договором 1829 года. В результате, согласно Морган Филипс Прайс, 120 000 армян мигрировали в Эривань и Ахалкалак.
Очередной процесс переселении произошёл после Русско-турецкой войной (1877—1878). Коренное грузинское население края, большинство из которого было мусульманским, было вынуждены переселиться в Турцию. Согласно У. Э. Д. Аллена, после 1829 и 1877 гг. произошла значительная миграция мусульман на территорию Турции и армян на территорию России. Последний также отмечал: «Ахалцихе и Ахалкалаки сегодня являются практически армянскими городами, но в деревнях в непосредственной близости обычно можно встретить только грузинский или турецкий, и, как правило, говорят на обоих [языках]».
Разрушительное землетрясение 4 января 1900 года нанесло большой урон историческим постройкам и унесло жизни примерно тысячи жителей Ахалкалаки и окрестностей. До 1920-х гг. горожане жили преимущественно в землянках.
Рядом с городом находился горный полигон российской военной базы, которая в 2007 году была передана властям Грузии.

## Население
В конце XIX в., армяне были основным населением Ахалкалаки.
Согласно ЭСБЕ, население города в 1887 году составляло 4 303 чел.
По данным первой всеобщей переписи населения Российской империи 1897 года, в городе проживало 5 440 чел. (грамотных — 2 296 чел., или 42,2 %).
Согласно переписи населения 1989 года, население Ахалкалаки достигло 15 572 человек.

#### Национальный состав
| Год  | Всего, чел. | Армяне          | Русские, украинцы, белорусы | Евреи        | Грузины      | Поляки      | Литовцы     | Греки       | Азербайджанцы | Немцы       | Турки       | Осетины    | Молдаване, румыны |
| ---- | ----------- | --------------- | --------------------------- | ------------ | ------------ | ----------- | ----------- | ----------- | ------------- | ----------- | ----------- | ---------- | ----------------- |
| 1887 | 4 303       | 4 080 (94,82 %) | 61 (1,42 %)                 | 63 (1,46 %)  | 45 (1,05 %)  | ---         | ---         | ---         | ---           | ---         | ---         | ---        | ---               |
| 1897 | 5 440       | 4 136 (76,03 %) | 703 (12,92 %)               | 189 (3,47 %) | 129 (2,37 %) | 92 (1,69 %) | 77 (1,42 %) | 40 (0,74 %) | 27 (0,5 %)    | 24 (0,44 %) | 17 (0,31 %) | 3 (0,06 %) | 3 (0,06 %)        |

## Религия
В Ахалкалаки находится центр викариата Армянской Апостольской Церкви в Самцхе-Джавахетии, викарием которого является отец Бабкен Салбиян. При викариате действует детский центр Армянской Апостольской Церкви.
Ахалкалаки также является центром и резиденцией архиепископа Ахалкалакского и Кумурдойского Николая (Паата Пачуашвили).

## Экономика и культура
В городе Ахалкалаки расположено отделение муниципального суда, состоящего из 37 работников, среди которых 4 судьи. Один судья является магистратом, и служит в Ниноцминдском муниципалитете.
С 1973 года в городе действует краеведческий музей. В музее хранится около 40 000 экспонатов XIX—XX веков, а также объекты, найденные при археологических раскопках.
9 апреля 2010 года президент Грузии Михаил Саакашвили подписал меморандум, целью которого является строительство новой ГЭС в крае Самцхе-Джавахети, вблизи города Ахалкалаки Параванской ГЭС.
«Очень важно, что ГЭС строится именно в том регионе, где очень высок уровень безработицы. Также важно, что в этом регионе вместе с турецкой и азербайджанской сторонами строится железная дорога, которая соединит Китай с Европой. В течение ближайшего времени завершится строительство двух автомагистралей — одна в 2010 году свяжет Ахалкалаки и Тбилиси, вторая магистраль пройдёт через горный хребет и соединит Батуми с регионом Самцхе-Джавахети».Михаил Саакашвили

### Транспорт
С открытием 30 октября 2017 года железной дороги Ахалкалаки — Карс станция в Ахалкалаки стала стыковой между железными дорогами Грузии и Турции. На ней планируется построить пункт для смены колесных пар поездов, идущих в Турцию и обратно, так как далее начинается железная дорога с колеёй 1435 мм. Станция электрифицирована постоянным током 3 кВ. Пассажирские поезда сообщением Тбилиси — Ахалкалаки и Ахалкалаки — Тбилиси ходили через день.
С ноября 2010 года открыта для движения новая 224-километровая автодорога, соединяющая Ахалкалаки с Тбилиси. Как отметил на церемонии открытия президент Грузии, новая дорога поможет социально-экономическому развитию местного населения и, что самое главное, их интеграции с остальной Грузией. Новая дорога доходит до границы с Арменией и Турцией. До строительства дороги для прибытия из столицы — Тбилиси — в Ахалкалаки было необходимо 7-8 часов. После строительства новой дороги поездка из Тбилиси в Ахалкалаки занимает два с половиной часа. Вдоль магистрали высажено 200 новых деревьев, а на дорожных работах было занято более трёх тысяч людей.

## Достопримечательности
На северной оконечности города сохранились руины турецкой крепости XVI века с небольшой купольной мечетью и караван-сараем.

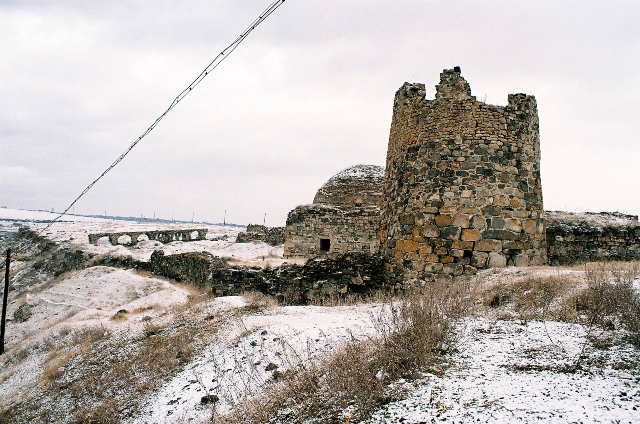
Вид крепости
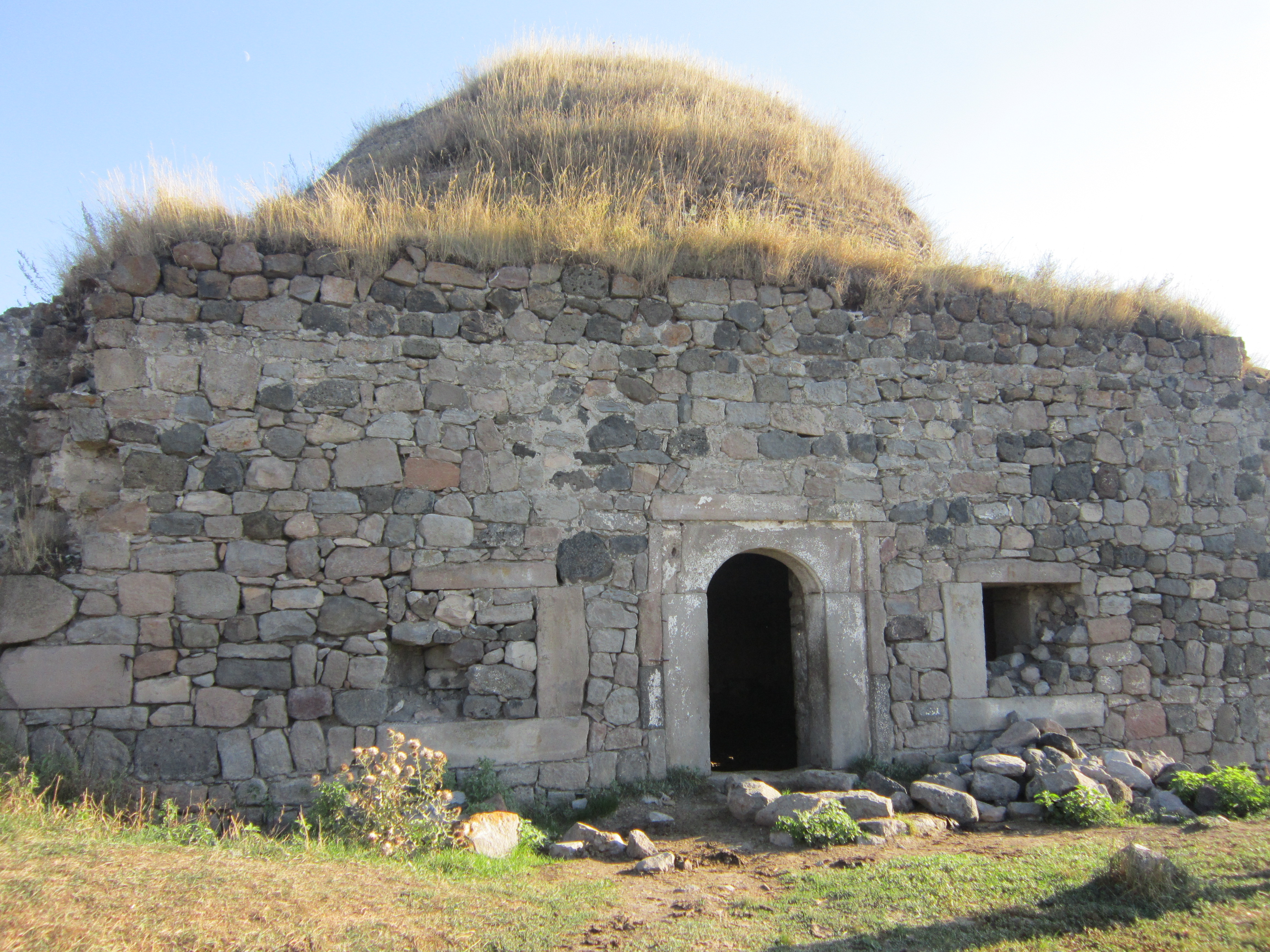
Заброшенная крепость
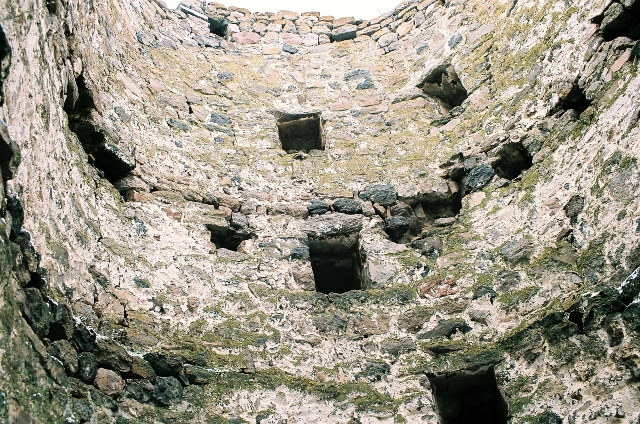
Внутри цитадели
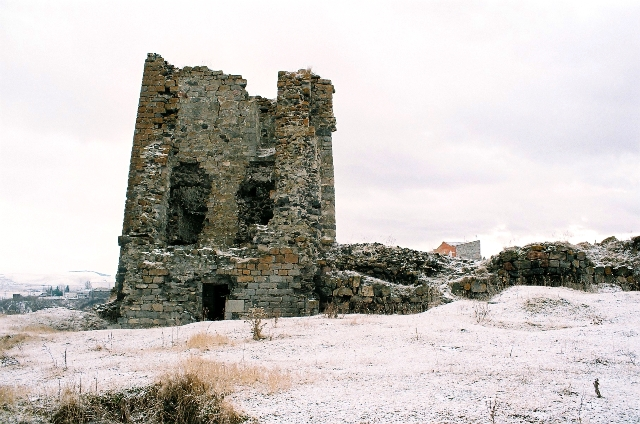
Руины цитадели
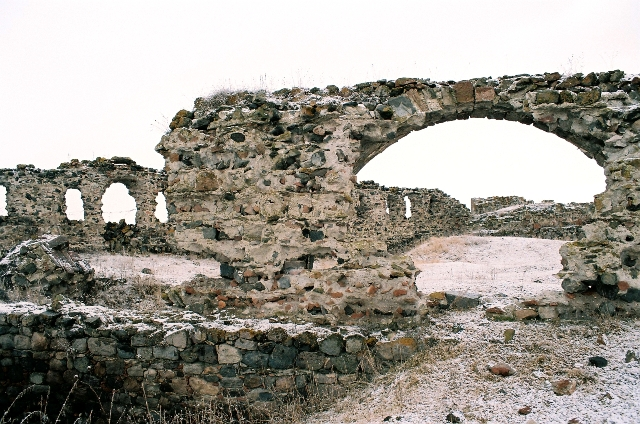
Сохранившаяся часть Карваслы (караван-сарая) в Ахалкалаки
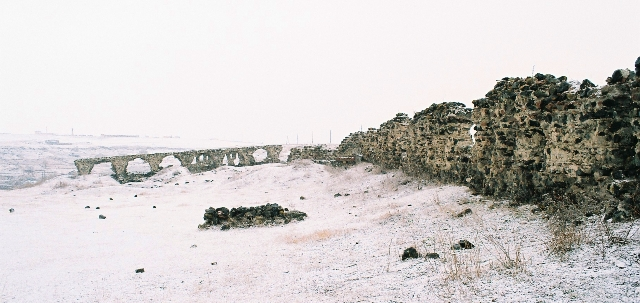
Сохранившаяся часть Карваслы в Ахалкалаки
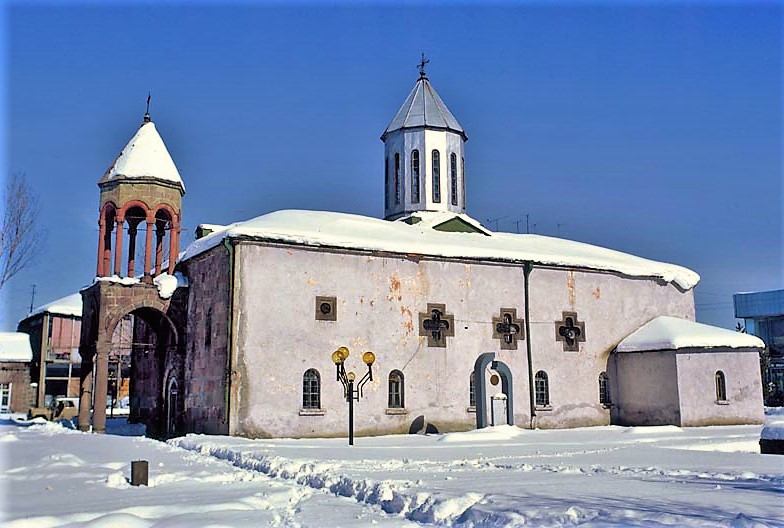
Армянская церковь XIX века
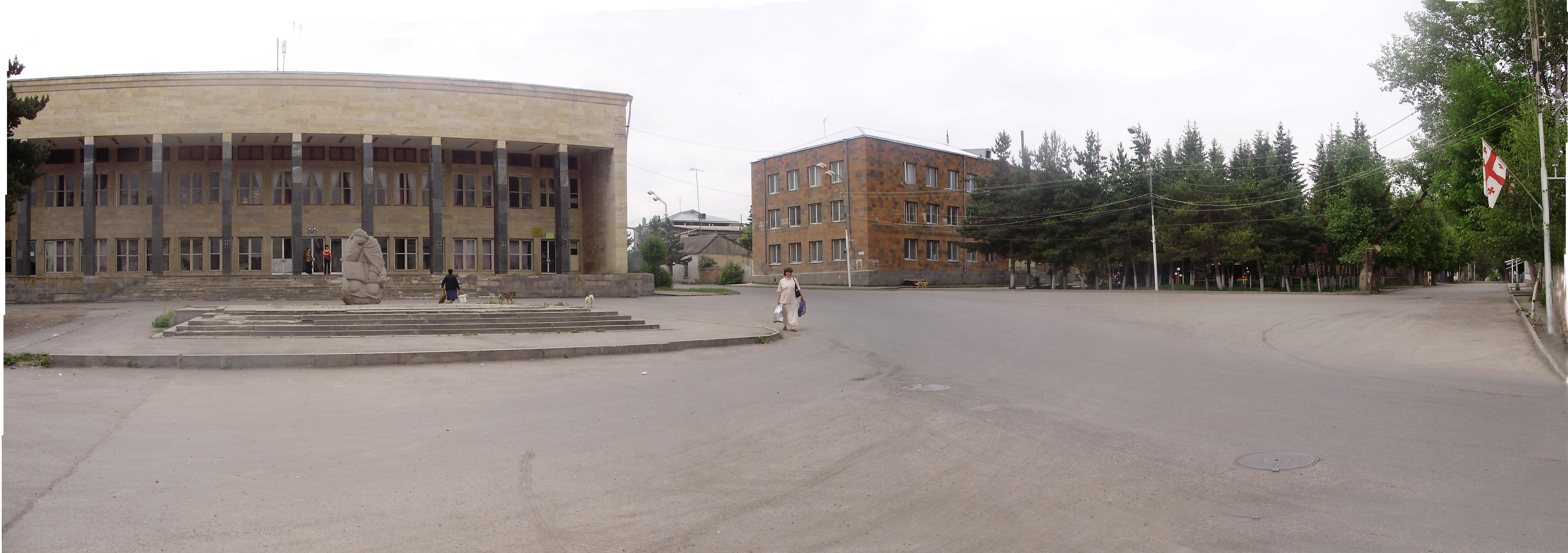
Центральная площадь имени Месропа Маштоца с памятником последнему